# Frank Leboeuf
Frank Lebouf, född 22 januari 1968 i Marseille,  är en fransk före detta fotbollsspelare som spelade som mittback. Under sin karriär spelade han bland annat för RC Strasbourg, Chelsea FC och Olympique de Marseille. 
Leboeuf blev med Frankrikes landslag världsmästare 1998 och europamästare 2000. Han deltog även i VM 2002.